# 中国体视学学会
中国体视学学会是中华人民共和国体视学科技工作者组成的群众性学术团体，是中国科学技术协会主管的社会团体，1989年成立。